# SeaWorld (parki rozrywki)
SeaWorld (pełna nazwa: SeaWorld Parks & Entertainment) – amerykańska sieć morskich parków rozrywki. 

## Placówki

### Stany Zjednoczone
- SeaWorld San Diego w San Diego (Kalifornia)
- SeaWorld Orlando w Orlando (Floryda)
- SeaWorld San Antonio w San Antonio (Texas)
- SeaWorld Ohio w Aurora (Ohio) – zlikwidowany, czynny w latach 1970–2007

### Poza Stanami Zjednoczonymi
- SeaWorld Abu Dhabi na wyspie Yas w Abu Zabi (Zjednoczone Emiraty Arabskie)